# Вербов, Алексей Игоревич
Алексей Игоревич Вербов (род. 31 января 1982, Москва) — российский волейболист и тренер, заслуженный мастер спорта.

## Биография

### Игровая карьера
К волейболу приобщился в раннем детстве благодаря матери — тренеру детско-юношеской спортивной школы Ленинградского района Москвы Ольге Вербовой, бравшей сына с собой на тренировки. В детстве также увлекался футболом, занимался в динамовской школе под руководством Юрия Николаевича Кузнецова.
Выступая за МГФСО-2, Алексей пять раз становился победителем юношеских чемпионатов России. В этой команде, тренируемой Ольгой Вербовой, вместе с ним также играли Тарас Хтей, Антон Куликовский и Вячеслав Кургузов.
В 1998 году был приглашён Виктором Радиным в первую команду МГФСО, выступавшую в высшей лиге чемпионата России, затем провёл сезон в «МГТУ-Лужниках», а по достижении призывного возраста отправился в ЦСКА. В 2000—2003 годах играл в армейской команде в высшей лиге «А», а по завершении каждого сезона вместе с Антоном Куликовским участвовал в соревнованиях по пляжному волейболу. В 2001 году они стали бронзовыми призёрами молодёжного чемпионата мира во французском Ле-Лаванду, а в 2003-м выиграли чемпионат Европы среди молодёжи в польских Старе-Яблонках.
В том же 2003 году Алексей Вербов был приглашён в «Локомотив-Белогорье», где начал осваивать амплуа либеро при том, что прежде во всех клубах был связующим. Главным помощником молодому игроку стал его партнёр по белгородской команде, лучший принимающий чемпионата мира-2002 аргентинец Пабло Меана. В сезоне-2003/04 Вербов стал обладателем Кубка России, чемпионом страны и победителем Лиги чемпионов. 6 января 2004 года дебютировал в сборную России, встречавшейся в тот день с командой Болгарии на олимпийском отборочном турнире в Лейпциге.
В «Локомотиве-Белогорье» Вербов выступал до 2007 года, за исключением сезона-2004/05, который провёл в аренде в команде «ЗСК-Газпром» из Сургут. Впоследствии защищал цвета одинцовской «Искры», казанского «Зенита» и уфимского «Урала». В мае 2013 года вновь подписал контракт с «Зенитом», где отыграл 6 сезонов, в пяти из которых становился чемпионом и обладателем Кубка страны. В составе казанской команды Вербов также выиграл три золота Лиги чемпионов и стал победителем клубного чемпионата мира 2017 года.
В период с 2004 по 2009 год Вербов играл во всех турнирах сборной России, в 2010-м выступал только на чемпионате мира. С национальной командой завоевал бронзовые медали Олимпийских игр 2004 и 2008 годов, по итогам олимпийского турнира в Пекине-2008 был признан лучшим по игре в защите, неоднократно становился лучшим либеро на международных соревнованиях, в том числе на чемпионате мира-2006 в Японии и чемпионате Европы-2007 в Москве и Санкт-Петербурге.
В 2013 году после двухлетнего перерыва вернулся в сборную России и выиграл с ней Мировую лигу и чемпионат Европы, по итогам которого был признан лучшим либеро. В августе 2016 года после окончания Олимпийских игр в Рио-де-Жанейро объявил о завершении карьеры в национальной сборной, но вновь присоединился к ней в июле 2018 года для выступления на чемпионате мира. Всего за карьеру провёл 211 матчей за сборную России, что является седьмым показателем в её истории.

### Тренерская карьера
После Олимпийских игр в Рио-де-Жанейро Алексей Вербов продолжил выступления за казанский «Зенит» в качестве играющего тренера. Его тренерский дебют состоялся 21 сентября 2016 года в матче предварительного этапа Кубка России против «Ярославича» в Казани. В ряде матчей сезона-2018/19 также руководил действиями казанского коллектива вместо Владимира Алекно. Весной 2019 года Вербов объявил о завершении игровой карьеры и окончательно перешёл на тренерскую работу.
В июле 2019 года возглавлял студенческую сборную России на Универсиаде в Италии. Под его руководством команда выиграла бронзовые медали.
В сезоне-2019/20 Алексей Вербов в должности старшего тренера казанского «Зенита» непосредственно руководил командой на тренировках и во время матчей вместо Владимира Алекно, бравшего паузу в карьере из-за проблем со здоровьем. Казанская команда завоевала Кубок России, заняла второе место в чемпионате страны, но неудачно выступила в Лиге чемпионов, впервые в истории не сумев выйти из группы. В марте 2020 года Вербов принял решение уйти из «Зенита» и начал самостоятельную тренерскую карьеру, возглавив кемеровский «Кузбасс». В апреле 2021 года после отставки Алекно вернулся в Казань, став главным тренером «Зенита».

### Семья, личная жизнь
Мать — Ольга Вербова (Хохлова). Отец Игорь Наумович Вербов работал заместителем директора по постановочной части в театре Сатиры.
В 2003 году Алексей Вербов окончил Московский автомобильно-дорожный институт. Женат на Валерии Сизовой, известной по выступлениям в пляжном волейболе. У них три дочери.

## Матчи за сборную России
| Турнир                        | Игры |
| ----------------------------- | ---- |
| Олимпийские игры-2004 (квал.) | 5    |
| Евролига-2004                 | 2    |
| Олимпийские игры-2004         | 8    |
| Евролига-2005                 | 14   |
| Чемпионат мира-2006 (квал.)   | 3    |
| Чемпионат Европы-2005         | 7    |
| Мировая лига-2006             | 11   |
| Чемпионат мира-2006           | 11   |
| Мировая лига-2007             | 14   |
| Чемпионат Европы-2007         | 8    |
| Кубок мира-2007               | 11   |
| Мировая лига-2008             | 12   |
| Олимпийские игры-2008         | 8    |
| Мировая лига-2009             | 14   |
| Чемпионат мира-2010 (квал.)   | 3    |
| Чемпионат Европы-2009         | 8    |
| Чемпионат мира-2010           | 6    |
| Мировая лига-2013             | 14   |
| Чемпионат Европы-2013         | 7    |
| Мировая лига-2014             | 6    |
| Мировая лига-2015             | 7    |
| Чемпионат Европы-2015         | 4    |
| Олимпийские игры-2016 (квал.) | 5    |
| Мировая лига-2016             | 7    |
| Олимпийские игры-2016         | 8    |
| Чемпионат мира-2018           | 9    |
| Всего                         | 211  |

## Спортивные достижения

### В клубной карьере
- Чемпион России (2003/04, 2009/10, 2013/14, 2014/15, 2015/16, 2016/17, 2017/18), серебряный (2005/06, 2007/08, 2008/09, 2012/13, 2018/19) и бронзовый (2011/12) призёр чемпионатов России.
- Обладатель Кубка России (2003, 2005, 2009, 2014, 2015, 2016, 2017, 2018), финалист (2008) и бронзовый призёр (2007, 2011, 2013) Кубка России.
- Обладатель Суперкубка России (2015, 2016, 2017, 2018).
- Победитель Лиги чемпионов (2003/04, 2015/16, 2016/17, 2017/18), серебряный (2018/19) и бронзовый (2005/06, 2008/09) призёр Лиги чемпионов.
- Финалист Кубка вызова (2012/13).
- Победитель клубного чемпионата мира (2017), серебряный (2015, 2016) и бронзовый (2009) призёр чемпионата мира среди клубов.
- Чемпион России среди юношей (1995—1999).
- Трёхкратный чемпион России по пляжному волейболу среди молодёжи.

### Со сборными
- Бронзовый призёр XXVIII Олимпийских игр в Афинах (2004).
- Бронзовый призёр XXIX Олимпийских игр в Пекине (2008).
- Чемпион Европы (2013), серебряный призёр чемпионатов Европы (2005, 2007).
- Серебряный призёр Кубка мира (2007).
- Победитель Мировой лиги (2013), серебряный (2007) и бронзовый (2006, 2008, 2009) призёр Мировой лиги.
- Чемпион Евролиги (2005), серебряный призёр Евролиги (2004).
- Чемпион Европы среди молодёжи (1999).
- Бронзовый призёр молодёжного чемпионата мира по пляжному волейболу (2002).
- Победитель молодёжного чемпионата Европы по пляжному волейболу (2003).

### Личные
- Лучший либеро финальных турниров Мировой лиги (2006, 2009).
- Лучший либеро чемпионата мира (2006).
- Лучший либеро чемпионата Европы (2007).
- Лучший по игре в защите на Олимпийском турнире в Пекине-2008.
- Лучший либеро «Финала четырёх» Лиги чемпионов (2008/09).
- Лучший либеро чемпионата мира среди клубов (2009).
- Лучший либеро «Финала восьми» Кубка России (2011).
- Лучший либеро чемпионата Европы (2013).
- Участник Матчей звёзд России (2005, 2008, 2009, 2010, 2012, 2013, февраль 2014, декабрь 2014).

### В тренерской карьере
- Чемпион России (2022/23, 2023/24, 2024/25), серебряный (2019/20) и бронзовый (2021/22) призёр чемпионата России.
- Обладатель Кубка России (2019, 2021, 2022, 2023), финалист (2024) и бронзовый призёр (2025) Кубка России.
- Обладатель Суперкубка России (2023, 2024).
- Бронзовый призёр клубного чемпионата мира (2019).
- Бронзовый призёр Универсиады (2019).

## Награды и звания
- Заслуженный мастер спорта России (2004).
- Медаль ордена «За заслуги перед Отечеством» I степени (2 августа 2009) — за большой вклад в развитие физической культуры и спорта, высокие спортивные достижения на Играх XXIX Олимпиады 2008 года в Пекине[17].
- Медаль ордена «За заслуги перед Отечеством» II степени (4 ноября 2005) — за большой вклад в развитие физической культуры и спорта, высокие спортивные достижения на Играх XXVIII Олимпиады 2004 года в Афинах[18].
- Заслуженный работник физической культуры Российской Федерации (26 сентября 2024) — за заслуги в области физической культуры и спорта, многолетнюю добросовестную работу[19].